# Handelsstandens Gymnastikforening
Handelsstandens Gymnastikforening (HG) var en dansk idrætsforening med hjemsted i København, som bl.a. havde gymnastik, svømning og håndbold på programmet. Foreningen blev stiftet den 28. april 1880 som en gymnastikforening for mandlige handels- og kontorfolk.
Fra 1904 fik foreningen også svømning på programmet, og i 1927 oprettedes tillige håndboldhold.
HG blev én af Danmarks førende håndboldklubber og vandt i perioden 1950-1977 DM i håndbold for kvinder 12 gange, mens klubben hjemførte herrernes DM-titel 13 gange i perioden 1939-1970.
I 1980 blev foreningen lagt sammen med Gladsaxe Håndboldklub under navnet Gladsaxe/HG. I den nye klubs første sæson blev hjemmekampene fordelt ligeligt mellem Gladsaxe Sportshal og KB-Hallen.

## Formænd
- 1880-1884: A.H. Rasch
- 1884-1885: Carl Hansen
- 1885-1885: J.C. Rasch (fung. formand under A.H. Rasch's militærtjeneste)
- 1885-1894: A.H. Rasch
- 1894-1902: Holger Hessel
- 1902-1904: Vilfred Jensen
- 1904-1905: Axel Pedersen
- 1905-1910: Einar Hermann
- 1910-1914: Th. Nielsen
- 1914-1919: Einar Hermann
- 1919-1920: Axel Jensen
- 1920-?: Johannes Wiedemann